# Anisocentropus torulus
Anisocentropus torulus là một loài Trichoptera trong họ Calamoceratidae. Chúng phân bố ở miền Australasia.